# Grégory Gaultier

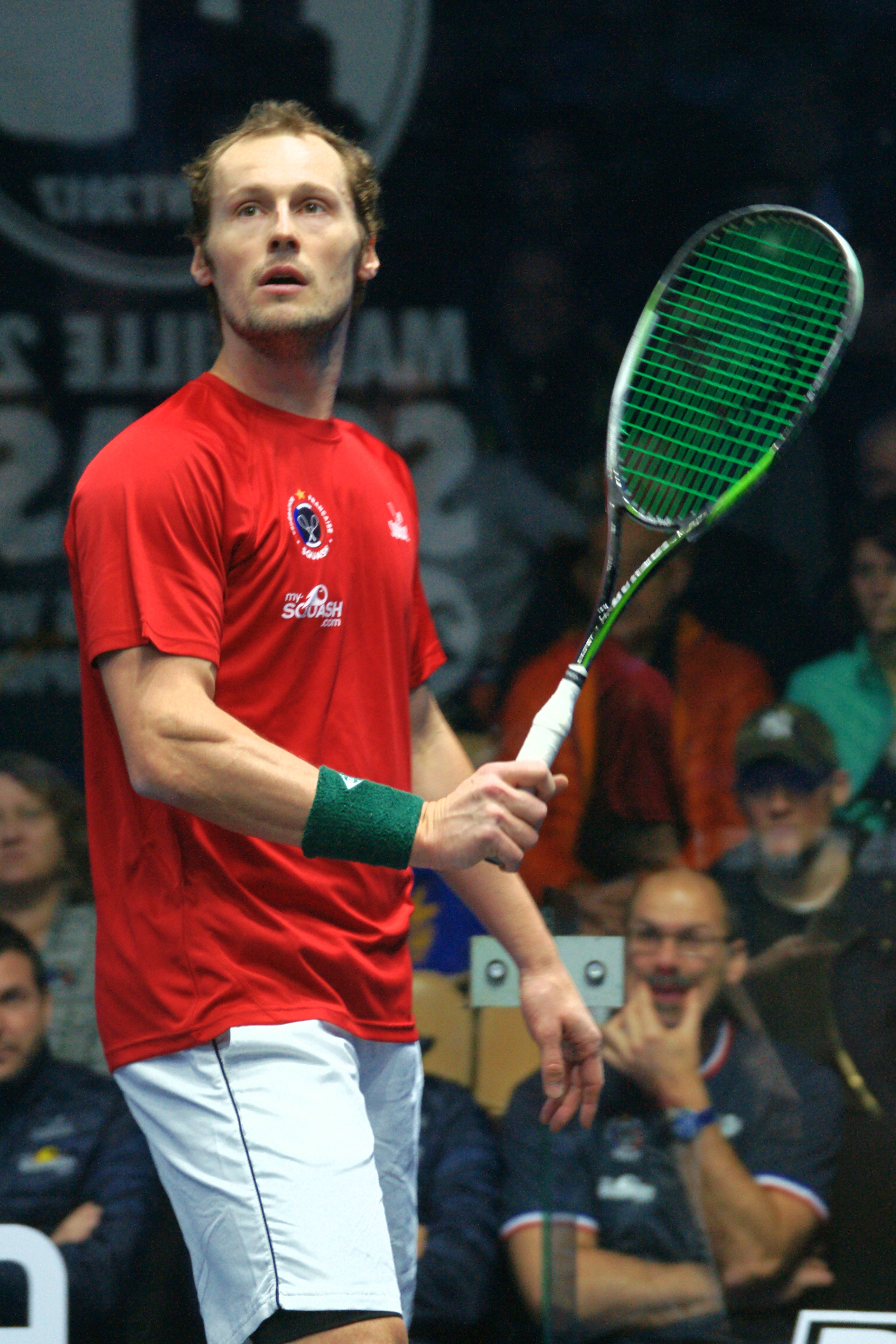
Gaultier in 2017

Grégory Gaultier (Épinal, 23 december 1982) is een Franse squashspeler. In oktober 2009 was hij de tweede Fransman die de nummer één van de wereld werd. 
Tijdens zijn carrière heeft hij talloze toernooien gewonnen, waaronder de British Open, in 2007, 2014 en 2017. Na vier verloren WK-finales werd hij uiteindelijk op zijn 32e wereldkampioen in Seattle. Ook won hij negen individuele Europese kampioenschapstitels. 
In oktober 2021 trok hij zich terug uit het professionele squashcircuit.